# توم بروكس
توم بروكس (بالإنجليزية: Tom Brooks)‏ (2 فبراير 1948 في المملكة المتحدة - ) هو لاعب كرة قدم بريطاني في مركز الدفاع. لعب مع لينكولن سيتي أف سي.

## وصلات خارجية
- توم بروكس على موقع قاعدة بيانات كرة القدم.إي يو (الإنجليزية)